# Egy hatalmas ugrás (Hősök)
Az Egy hatalmas ugrás a Hősök című televíziós sorozat harmadik epizódja.

## Cselekmény
|  | Alább a cselekmény részletei következnek! |

- Claire egy iskolai ünnepi bulira készül. Zach arról bizonygatja Claire-t, hogy ő nem átlagos, de Claire nagyon szeretne átlagos életet, ezért nem törődik azzal, hogy a szalag eltűnt. Claire este összejön a hátvéd sráccal. Később a fiú eléggé elkezd durvulni, mindaddig, míg Claire el nem esik, és a fejébe áll egy fadarab. Claire legközelebb egy ágyon találja magát, a mellkasa pedig teljesen fel van nyitva.
- Niki elássa a két hullát, és talál egy koponya formájú gyűrűt. Azután Micah nagymamájához mennek. Niki arról beszél, hogy a férje D.L. meggyilkolt valakit, mivel olyan gyűrűt viselnek, amilyet talált. D.L. anyja állítja, hogy a fia nem gyilkos... Azután ismét autóba ülnek. Az úton egy rendőr állítja meg őket, aki azt mondja, hogy Linderman látni akarja őket.
- Hiro visszakerül a jelenbe, és azonnal Ando-hoz siet. Megmutatja neki a képregényt, de Ando még mindig kételkedik Hiróban. Hrio folyamatosan hívogatja Isaac-ot, közben pedig követi a képregényben leírtakat. Látja, hogy meg fog menteni lányt, akinek piros szalag lóg a hajában. Ezután tényleg megmenti és Ando már tényleg hisz neki, és vele tart. Repülőre ülnek, majd autót bérelnek, a cél Las Vegas.
- Peter próbálkozik a repüléssel, de most nem sikerül neki. Győzködi Nathant, hogy foglalkozniuk kéne ezzel, de Nathan nem figyel rá. Peter egy Chandra Suresh könyvét mutogatja neki... Simone kidobja Isaac összes festményét, de Isaac továbbra hisz benne, hogy meg tudja festeni a jövőt. Simone ezek után elhagyja. Peter úgy dönt, hogy felmond, és nem lesz többé ápoló. Simone sajnálja, hogy az apjára nem Peter fog vigyázni. Később Nathan kampánybuliján Peter összefut ismét Simone-nal, ahol bevallja neki, hogy szereti. Nathan beszédében mindenki előtt elmondja, hogy Peter azért ugrott le arról a magas épületről, mert öngyilkos akart lenni. Peter otthagyja Nathant... Később behúz néhányat Nathannek. Peter az esőben indul hazafelé, de ismét Simone-ba botlik, akit megcsókol az esernyője alatt. Ezt a képet Isaac pontosan megrajzolta.
- Mohinder próbálja megérteni az apja kutatásait, de képtelen, fel is idegesedik, és eldobja a laptopját, erre talál benne egy kis füzetkét, amiben ismét Sylar nevét látja, mellette pedig talál egy kulcsot, de nem tudja, miért lehet ott. Elmegy Sylar lakására, nem találja otthon. Fényképeket készít. A ház szinte érintetlen, talál egy könyvet, amin az emberek koponyáját felnyitják, ráadásul talál egy ugyanolyan térképet, mint az apjáé volt, csak ezen sokkal több a vonal... Mohinder hívja a rendőrséget, de mire odaérnek a ház teljesen üres lesz.
- Matt továbbra is győzködi a nőt, aki letartóztatta, hogy nem ölt meg senkit. Végül sikerül bizonyítania, hogy hallja mások gondolatait, erre a nő felajánlja, hogy dolgozzon az FBI-nak. Matt kérdezősködni kezd Sylarről, hogy ki is ő. Megtudja, hogy az államokban gyilkol, és úgy tör el csontokat, úgy öli meg az áldozatokat, hogy fizikai érintésnek nyoma sincs. Matt és a vele tartó nő lemennek Mollyhoz, ahol biztonságban tartják, de Sylar épp próbálja a lányt bántani. A nő Sylar után ered, Matt pedig megnyugtatja a kislányt. Sylar csak úgy a gondolatával ráveszi a nőt, hogy a saját fejéhez fogja a fegyvert, szerencsére Matt idejében megérkezik és jó párszor Sylarre lő, de felkel és eltűnik. Este Matt amikor hazaér, a felesége ébren várja. Haragszik rá, amiért nem ment el a terápiára. Matt elmegy egy bárba, ahol mindenki gondolatát végighallgatja, de talál egy embert, akinek nem hallja a gondolatát, és elég furán néz rá. Azután feláll és elájul.

## Elbeszélés
Az epizód elején:
Amikor az evolúció kiválasztja az ügynökeit, valamilyen áron teszi. Igényeket támaszt az egyediségért cserébe. Akár az emberi természettel ellenkezőket is. Egyszer csak a változás az életben, ami nagyszerű kellett volna, hogy legyen, árulássá válik. Talán kegyetlennek tűnhet, de a cél nem más, mint az önfenntartás. A túlélés.
Az epizód végén:
Ez az erő, az evolúció, nem szentimentális. Ahogy a föld maga, az életbemaradás nehéz tényeit csak a halálon keresztül ismeri meg. Csak remélni és bizakodni lehet, hogy miután hűen megtetted a szükséges szolgálatokat, talán még marad egy halvány fénysugár az életből, amit valaha ismertél.

## Érdekességek
Újabb információkat tudunk meg Sylarről: képes manipulálni az emberek tetteit.